# Юсифова, Зейнаб Керим кызы
Зейнаб Керим кызы (Керем кызы) Юсифова (азерб. Zeynəb Kərim qızı Yusifova; 25 марта 1924, Джебраильский уезд — 8 мая 1995) — советский азербайджанский хлопковод, Герой Социалистического Труда (1948).

## Биография
Родилась 25 марта 1924 года в селе Гаджаллы Джебраильского уезда Азербайджанской ССР (ныне село в Зангеланском районе Азербайджана).
В 1944—1962 годах — звеньевая колхоза имени XVII партсъезда Зангеланского района. В 1947 году получила урожай хлопка 89,7 центнеров с гектара на площади 3,33 гектара.
Указом Президиума Верховного Совета СССР от 10 марта 1948 года за получение в 1947 году высоких урожаев хлопка Юсифовой Зейнаб Керим кызы присвоено звание Героя Социалистического Труда с вручением ордена Ленина и золотой медали «Серп и Молот».
Активно участвовала в общественной жизни Азербайджана. Член КПСС с 1945 года.
С 1973 года — пенсионер союзного значения.
Похоронена в г. Баку, на второй аллее почетного захоронения.